# Martin Bucher (Geistlicher)
Martin Bucher (* 1. November 1614 in Taucha; † 14. Mai 1690 in Zabeltitz) war ein evangelischer Pfarrer in Sachsen.

## Herkunft und Leben
Martin Bucher war ein Sohn des evangelischen Pfarrers Christoph Bucher (1584–1629) und dessen Ehefrau Christina Knorre. Er war 1626 an der Universität Leipzig inskribiert, 1634 als Student der juristischen Fakultät. 1635 erreichte er sein Bakkalaureat, 1638 wurde er Magister. 1644 nahm er die Pfarrstelle in Zabeltitz bei Großenhain an, wo er bis zu seinem Lebensende wirkte.
Bucher war mit Anna Trentzsch (1629–1707), der Tochter des Großenhainer Bürgermeisters Egidius Trentzsch, verheiratet. Der Pfarrer Christoph Friedrich Bucher (1651–1716) war ihr gemeinsamer Sohn.

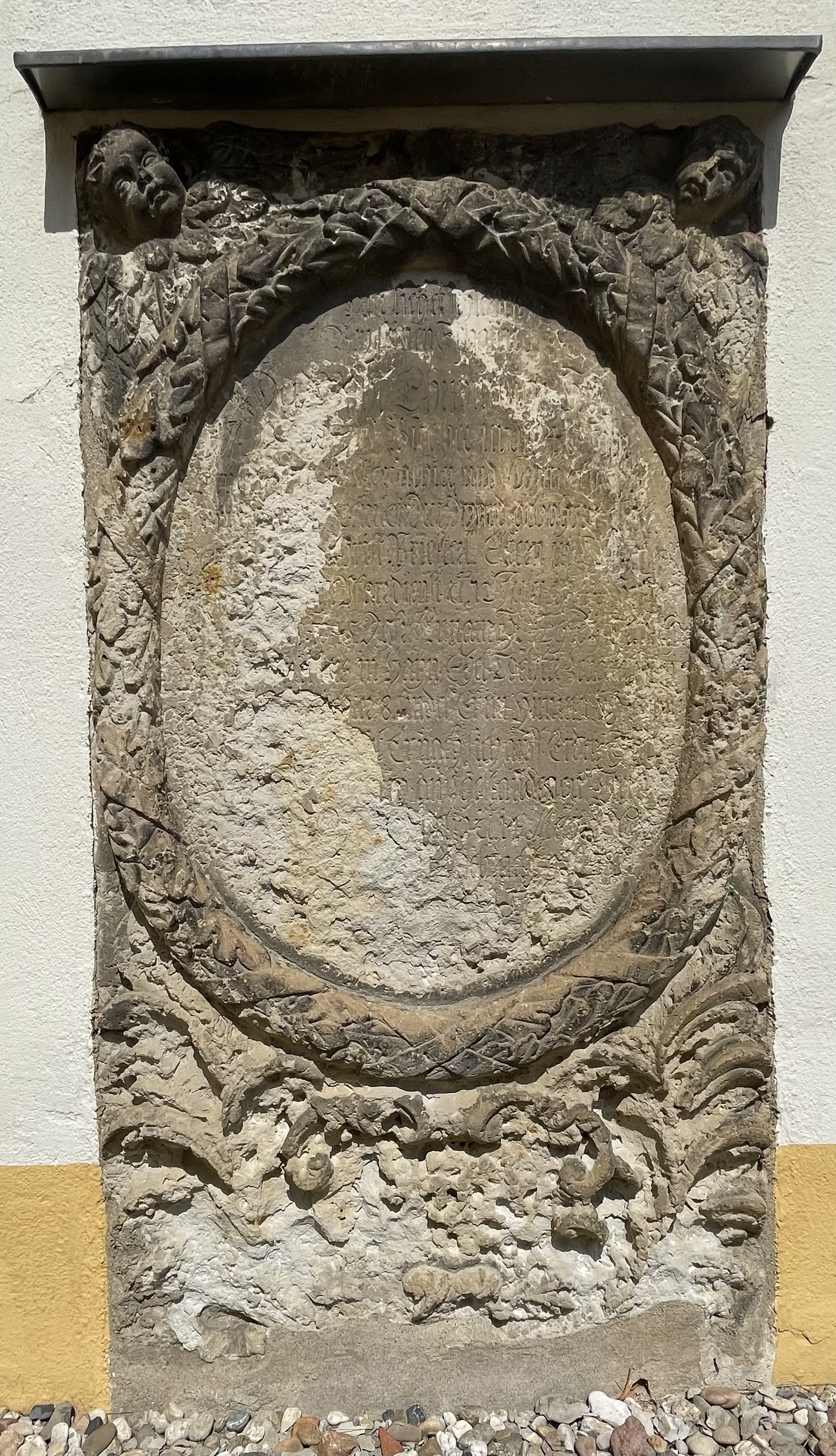
Epitaph für Martin Bucher (1616–1690), Pfarrer in Zabeltitz

An der Südwand des Chores (außen) der Kirche St. Georgen in Zabeltitz ist ein (allerdings schon stark verwittertes) Epitaph erhalten, das auf sein Wirken und seine zahlreichen Nachkommen hinweist. Die Inschrift lautet: 
„Hier lieget schlaffen / bey seinen Schafen / Der Wohl Ehrwürdige Hr. / M[agister] Martinus Bucher in die 46 Jahr / Treufleißiger Pastor alhier und Adjunctus der / Haynischen Superintendur, ward gebohren d. 3t. / Oct. 1614 von Christl. Priesterl. Eltern in Taucha / Bezohe das hiesige Pfarrdienst d. 12. Julij 1644, Heyrathete vergnügt 1645. Jgfr. Lunau Hr. Aegidij Trentsch / ens Bürgermeisters in Hayn Ehel. Tochter zeugete fröhlich / 10. Söhne u. 4. Töchter, 8 findet Er im Himmel u. 5 Söhne / und 1 Tochter verlässet Er nach sich auff Erden. Starb / endlich nach 5. Jährig außgestandenen Stein- / Schmertzen sanfft u. seelig d. 14. Maij Ao 1690. / Deßen gantzes Alter Er gebracht auff 75 / Jahr 6 Monat 3. W. 4 Tage.“